# Envigado

## Envigado
Envigado é uma cidade e município da Colômbia, localizado no departamento de Antioquia, na região metropolitana de Medellín. Essa área urbana é uma das mais importantes e dinâmicas do país, conhecida por sua economia diversificada, infraestrutura moderna e rica cultura. A distância do município até Medellín, a capital do departamento, é de apenas 10 quilômetros, o que facilita a integração econômica, cultural e social entre as duas cidades.

## Geografia
Com uma superfície de 50 quilômetros quadrados, Envigado apresenta uma combinação interessante de características urbanas e naturais. A cidade é conhecida por sua arquitetura diversificada, que inclui desde construções históricas até modernos edifícios e espaços comerciais. Além disso, Envigado oferece uma variedade de opções de lazer, incluindo parques, centros comerciais e uma vibrante cena cultural, com eventos e festivais ao longo do ano.

## Localização
A proximidade com Medellín permite que os habitantes de Envigado acessem facilmente os principais pontos turísticos, culturais e econômicos da capital do departamento. Isso inclui universidades renomadas, museus, teatros e uma ampla gama de opções gastronômicas, desde pratos típicos colombianos até cozinha internacional. A cidade também é servida por uma rede de transporte eficiente, que facilita a mobilidade entre Envigado e Medellín.

## Desenvolvimento
Envigado é um município em constante desenvolvimento, com investimentos significativos em infraestrutura, educação e serviços públicos. Sua localização estratégica na região metropolitana de Medellín a torna um destino atraente para empresas, visitantes e novos residentes. A cidade abriga uma variedade de indústrias e empresas de diferentes setores, incluindo comércio, indústria e serviços, o que contribui para a economia local e regional.
Além disso, Envigado é conhecida por sua forte identidade cultural, expressa em festivais, eventos e manifestações artísticas ao longo do ano. A cidade valoriza sua herança histórica e promove a preservação de sua arquitetura e tradições. Os habitantes de Envigado são conhecidos por sua hospitalidade e senso de comunidade, o que torna a cidade um lugar acolhedor para visitantes e novos moradores.

## [5]Educação
Em termos de educação, Envigado oferece uma variedade de opções, desde escolas públicas até instituições privadas de ensino fundamental e médio, além de universidades e centros de formação profissional. Isso atrai estudantes de toda a região, contribuindo para a dinâmica jovem e estudantil da cidade.
A cidade também investe em esportes e lazer, com instalações esportivas modernas e programas de atividades físicas e recreativas para todas as idades. Isso inclui parques públicos, campos de futebol, quadras de basquete e outras instalações que promovem a saúde e o bem-estar da população.

Em resumo, Envigado é uma cidade colombiana que combina tradição e modernidade, oferecendo uma excelente qualidade de vida para seus habitantes e visitantes. Sua proximidade com Medellín, sua economia diversificada e sua rica cultura a tornam um ponto importante na região de Antioquia. Com seu constante desenvolvimento e investimento em infraestrutura e serviços, Envigado continua a crescer e a se consolidar como uma das cidades mais atraentes da Colômbia.
1. ↑  www.envigado.gov.co https://www.envigado.gov.co/content/404/index.html?aspxerrorpath=/. Consultado em 20 de junho de 2025 Em falta ou vazio |título= (ajuda)
2. ↑  «Inicio». www.antioquia.gov.co. Consultado em 20 de junho de 2025
3. ↑  «DANE - Inicio». www.dane.gov.co. Consultado em 20 de junho de 2025
4. ↑  «Envigado: as MELHORES coisas para fazer - Top Atividades em 2025». GetYourGuide. Consultado em 20 de junho de 2025
5. ↑  «El Colombiano | noticias de Medellín, Antioquia, Colombia y el mundo.». El Colombiano (em espanhol). Consultado em 20 de junho de 2025